# Labena grallator
Labena grallator là một loài tò vò trong họ Ichneumonidae.